# Tarascon
Tarascon, đôi khi còn được gọi là Tarascon-sur-Rhône, là một xã ở tỉnh Bouches-du-Rhône, thuộc vùng Provence-Alpes-Côte d’Azur ở miền nam nước Pháp.

### Thành phố kết nghĩa
- Beit She'an, Israel
- Elmshorn, Đức
- Fraga, Tây Ban Nha
- Neviano degli Arduini, Ý
- Porrentruy, Thụy Sĩ